# Liste der Fußballvereine in San Marino

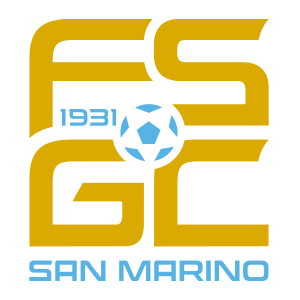
Logo des san-marinesischen Fußballverbandes FSGC

Die nachfolgende Liste enthält alle aktuellen Fußballvereine in San Marino, darüber hinaus sind alle ehemaligen Fußballvereine aufgelistet, die entweder mindestens einen nationalen Titel gewinnen konnten oder mindestens eine Saison am Ligaspielbetrieb teilgenommen haben.
Derzeit gibt es in San Marino 16 Fußballvereine, darunter 15 Amateurfußballvereine und ein Profifußballverein, den ASD Victor San Marino, der in Ermangelung von Lizenzfußball in San Marino seit jeher am Spielbetrieb im Nachbarland Italien teilnimmt.

## Aktuelle Fußballvereine
| Gemeinde            | Logo | Verein (Langform) | Nationale Erfolge                                        | Nationale Erfolge                                                           | Nationale Erfolge                            |
| Gemeinde            | Logo | Verein (Langform) | Campionato Dilettanti (= Meisterschaft)                  | Coppa Titano (= Verbandspokal)                                              | Trofeo Federale (= Superpokal)               |
| ------------------- | ---- | --- | -------------------------------------------------------- | --------------------------------------------------------------------------- | -------------------------------------------- |
| Acquaviva           |      | AC Virtus (Associazione Calcio Virtus) ursprünglich SS Virtus (Società Sportiva Virtus) | 1 Titel (2024)                                           | 1 Titel (2023)                                                              | 2 Titel (1988, 2023)                         |
| Borgo Maggiore      |      | AC Libertas (Associazione Calcio Libertas) | 1 Titel (1996)                                           | 11 Titel (1937, 1950, 1954, 1958, 1959, 1961, 1987, 1989, 1991, 2006, 2014) | 4 Titel (1989, 1992, 1996, 2014)             |
| Borgo Maggiore      |      | SP Cailungo (Società Polisportiva Cailungo) | –                                                        | –                                                                           | 1 Titel (2002)                               |
| Borgo Maggiore      |      | SS San Giovanni (Società Sportiva San Giovanni) | –                                                        | –                                                                           | –                                            |
| Chiesanuova         |      | SS Pennarossa (Società Sportiva Pennarossa) | 1 Titel (2004)                                           | 2 Titel (2004, 2005)                                                        | 1 Titel (2003)                               |
| Città di San Marino |      | SP Tre Penne (Società Polisportiva Tre Penne) | 5 Titel (2012, 2013, 2016, 2019, 2023)                   | 6 Titel (1967, 1970, 1982, 1983, 2000, 2017)                                | 4 Titel (2005, 2013, 2016, 2017)             |
| Città di San Marino |      | SS Murata (Società Sportiva Murata) | 3 Titel (2006, 2007, 2008)                               | 3 Titel (1997, 2007, 2008)                                                  | 3 Titel (2006, 2008, 2009)                   |
| Domagnano           |      | FC Domagnano (Football Club Domagnano), ursprünglich SP Domagnano (Società Polisportiva Domagnano) | 4 Titel (1989, 2002, 2003, 2005)                         | 8 Titel (1972, 1988, 1990, 1992, 1996, 2001, 2002, 2003)                    | 3 Titel (1990, 2001, 2004)                   |
| Faetano             |      | SC Faetano (Società Calcio Faetano) | 3 Titel (1986, 1991, 1999)                               | 3 Titel (1993, 1994, 1998)                                                  | 1 Titel (1994)                               |
| Fiorentino          |      | FC Fiorentino (Football Club Fiorentino), ursprünglich SS Montevito (Società Sportiva Montevito) | 1 Titel (1992)                                           | –                                                                           | –                                            |
| Fiorentino          |      | Tre Fiori FC (Tre Fiori Football Club), ursprünglich SP Tre Fiori (Società Polisportiva Tre Fiori) | 8 Titel (1988, 1993, 1994, 1995, 2009, 2010, 2011, 2020) | 8 Titel (1966, 1971, 1974, 1975, 1985, 2010, 2019, 2022)                    | 6 Titel (1991, 1993, 2010, 2011, 2019, 2022) |
| Montegiardino       |      | SP La Fiorita (Società Polisportiva La Fiorita) | 6 Titel (1987, 1990, 2014, 2017, 2018, 2022)             | 7 Titel (1986, 2012, 2013, 2016, 2018, 2021, 2024)                          | 6 Titel (1986, 1987, 2007, 2012, 2018, 2021) |
| Serravalle          |      | AC Juvenes/Dogana (Associazione Calcio Juvenes/Dogana) | –                                                        | 2 Titel (2009, 2011)                                                        | –                                            |
| Serravalle          |      | ASD Victor San Marino (Associazione Sportiva Dilettantistica Victor San Marino), ursprünglich SS La Serenissima (Società Sportiva La Serenissima), danach AC San Marino (Associazione Calcio San Marino) und San Marino Calcio | –                                                        | –                                                                           | –                                            |
| Serravalle          |      | SS Cosmos (Società Sportiva Cosmos) | 1 Titel (2001)                                           | 4 Titel (1980, 1981, 1995, 1999)                                            | 3 Titel (1995, 1998, 1999)                   |
| Serravalle          |      | SS Folgore/Falciano (Società Sportiva Folgore/Falciano) | 5 Titel (1997, 1998, 2000, 2015, 2021)                   | 1 Titel (2015)                                                              | 3 Titel (1997, 2000, 2015)                   |

## Ehemalige Fußballvereine
| Gemeinde            | Logo | Verein (Langform)                       | Nationale Erfolge                       | Nationale Erfolge                      | Nationale Erfolge              |
| Gemeinde            | Logo | Verein (Langform)                       | Campionato Dilettanti (= Meisterschaft) | Coppa Titano (= Verbandspokal)         | Trofeo Federale (= Superpokal) |
| ------------------- | ---- | --------------------------------------- | --------------------------------------- | -------------------------------------- | ------------------------------ |
| Città di San Marino |      | SP Aurora (Società Polisportiva Aurora) | –                                       | –                                      | –                              |
| Serravalle          |      | GS Dogana (Gruppo Sportivo Dogana)      | –                                       | 2 Titel (1977, 1979)                   | –                              |
| Serravalle          |      | SS Juvenes (Società Sportiva Juvenes)   | –                                       | 5 Titel (1965, 1968, 1976, 1978, 1984) | –                              |

SP Aurora wurde im Jahr 1987 aufgelöst, GS Dogana und SS Juvenes fusionierten im Jahr 2000 zum AC Juvenes/Dogana.